# Herman Boon (cabaretier)
Herman Boon (6 juni 1958) is een Nederlands cabaretier, predikant, zanger en presentator. Hij werd in 1983 met Zindroom derde bij het cabaretfestival Cameretten. Drie jaar later, in 1986, won hij er de eerste prijs. Ook heeft hij voor de televisie gewerkt als presentator bij de Evangelische Omroep. Hij werkte onder meer mee aan het programma Catherine zoekt God van Catherine Keyl. Boon maakt cabaret en toneel voor zowel volwassenen als kinderen. Verder schrijft hij veel liedjes.

## Levensloop
Boon is niet kerkelijk opgevoed. Hij heeft ook gefunctioneerd in het normale cabaretcircuit, maar kreeg naar eigen zeggen op zekere dag een sterke aandrang om naar Amsterdam te gaan voor een conferentie van de bekende Amerikaanse predikant Billy Graham. Op het stationsplein aangekomen kwam hij een blije Keniaan tegen, die hem wenkte. Hij had het telkens over Jezus. De volgende dag besloot hij om weer naar het stationsplein te gaan. Toen diezelfde man Boon weer wenkte, ging hij samen met hem bidden.
Jaren later stuurden zijn vriend Gerard en zijn broer Jan hem naar een persoon die Boon over God zou vertellen. Naar eigen zeggen was dit het moment dat Boon christen werd, en hij weet er ook een exact tijdstip bij te noemen: 15 juli 1986 om 15.00 uur.
Datzelfde jaar won Boon het cabaretfestival Camaretten en deed toentertijd nog mee met Paul de Leeuw en Hans Liberg. Hij deed nog cabaretshows met zijn vriend tot 1994. Daarna werd de behoefte om de boodschap van God te verspreiden voor hem zo groot dat ze besloten om ieder hun eigen weg te gaan. Sinds theaterseizoen 1994-1995 werkt Boon solo.
Hij is getrouwd met Jenny en heeft vier kinderen.

### Bidden envasten
Naast cabaretier leidt Boon sindsdien opwekkingsbijeenkomsten. Naar eigen zeggen is dit een tijd waar God tot de mensen kan spreken. Tegenwoordig doet hij dit viermaal per jaar, zeven dagen lang, waarbij hij christenen uitnodigt om tijd te nemen voor God, met de bedoeling dat ze Gods kracht gaan ervaren.

## Cabaretprogramma's
- 2003: Nooooooit Gedacht!
- 2005: We gaan niet moeilijk doen, hè?
- 2008: Help, waar hangt het touwtje?
- 2009: Hoezo stille nacht? (kerstvoorstelling)
- 2012: Schitterend (kerstvoorstelling)

Televisie
- Catherine zoekt God (EO)
- Mir@kel (EO)

## Discografie
Cabaret
- 2004: Als je toch eens weten zou

Kinderliedjes
- 1998: Het gaat nooit goed als ik op de foto moet
- 1999: Stapelgek op jou (ook uitgebracht in het Engels onder de titel Wild about you)
- 2000: Stap maar in
- 2002: Klaar voor de start
- 2005: Heerlijk hemels sop
- 2008: Je bent 't helemaal voor mij
- 2009: Een hart dat klopt voor jou

Nederpop
- 2003: Nooit meer alleen